# Pseudanthias parvirostris
Pseudanthias parvirostris és una espècie de peix de la família dels serrànids i de l'ordre dels perciformes.

## Morfologia
- Els mascles poden assolir 7,5 cm de longitud total.[4][5]

## Hàbitat
És un peix marí de clima tropical i associat als esculls de corall que viu entre 35-60 m de fondària.

## Distribució geogràfica
Es troba a Maurici, les Maldives, Filipines, Salomó, les Illes Izu i Palau.